# Armée de libération de Corée
L'armée de libération de Corée (hangeul : 한국 광복군 ; RR : Gwangbokgun) est la composante militaire du gouvernement provisoire de la république de Corée en lutte contre l'empire du Japon pour l'indépendance de la Corée. Fondée le 17 septembre 1940 à Chongqing en Chine, elle dépend de l'armée nationale révolutionnaire du Kuomintang et ne compte jamais plus de 339 hommes durant son existence. Elle représente néanmoins la force officielle de la résistance coréenne face à la colonisation japonaise et est à la base des actuelles Forces armées de la république de Corée.

## Histoire

### Débuts
L'armée de libération de Corée est le fruit de la réunion de diverses armées de guérilla coréennes qui prolifèrent dans le nord de la Corée, en Mandchourie, et en Chine continentale dans les années 1920. Après la déclaration de guerre du gouvernement provisoire à l'Empire du Japon et l'Allemagne nazie le 9 décembre 1941, les unités de l'armée de libération de Corée combattent du côté allié sur les théâtres chinois et d'Asie du Sud-Est. Le « Règlement concernant les activités de l'armée de libération de la Corée », imposé par le gouvernement nationaliste chinois au gouvernement provisoire en 1941, place l'armée sous l'autorité suprême du commandant-en-chef de l'armée chinoise. Ce règlement est supprimé en 1944 alors que le gouvernement provisoire connaît une meilleure situation financière et acquiert une plus grande importance aux yeux du gouvernement chinois.
L'armée n'est pas inactive pendant cette période et envoie des troupes se battre aux côtés des soldats britanniques en Asie du Sud-Est à la demande de l'armée britannique, y compris dans les alentours de la Birmanie et de l'Inde (en particulier à la bataille d'Imphal durant la campagne de Birmanie). En 1943, des groupes de guérilla socialistes rejoignent l'armée, et leur chef, le général Kim Won-bong, devient le vice-commandant de l'armée. Ses effectifs se renforcent continuellement par l'afflux de Coréens fuyant l'armée japonaise (dont certains ont été enrôlés de force en Corée) et par le recrutement de Coréens vivant en Chine. De ses modestes débuts avec un corps d'officiers de 30 hommes lors de sa fondation, l'armée de libération de Corée est devenue une force importante avec 339 soldats en service actif à la fin de la guerre.

### Fin de la guerre
En 1945, l'armée de libération de Corée travaille en coopération avec le Bureau des services stratégiques américain pour entraîner ses hommes à des opérations militaires spéciales en Corée. Il est prévu que les unités principales doivent partir le 20 août avec le général Lee Beom-seok à sa tête. Cependant, l'aspiration de l'armée de libération à jouer un rôle significatif dans la libération de la Corée de l'occupation japonaise ne s'accomplit pas car le Japon capitule sans condition aux Alliés le 15 août. Trois jours plus tard, une vingtaine de membres de l'armée de libération débarquent à Séoul, avant d'être repoussé par l'armée japonaise qui refuse de se rendre jusqu'à l'arrivée des forces militaires américaines.

### Après-guerre
Les membres de l'armée de libération retournent en Corée fin 1945 et en 1946. Plusieurs de ses membres, dont les généraux Ji Cheong-cheon (en) et Lee Beom-seok, deviennent membres du gouvernement sud-coréen. Il a existé un mouvement en Corée du Sud pendant des années pour déplacer la Journée nationale des forces armées du 1er octobre au 17 septembre en l'honneur de la fondation de l'armée de libération de Corée en 1940.

## Rangs

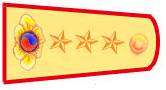
Général (정장)
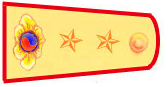
Lieutenant-général (부장)
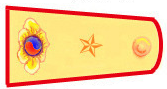
Major-général (참장)
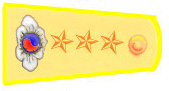
Colonel (정령)
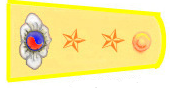
Lieutenant-colonel (중령)
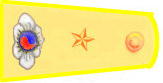
Major (참령)
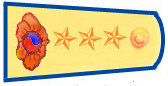
Capitaine (정위)
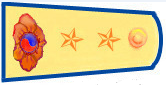
Lieutenant (부위)
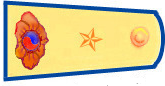
Sous-lieutenant (부사)
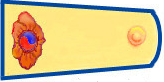
Adjudant (준위)
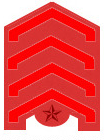
Sergent-chef mitrailleur (특무상사)
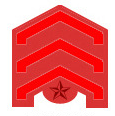
Sergent-chef (상사)
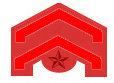
Sergent de Première classe (중사)
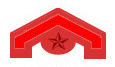
Sergent d'escadron (하사)
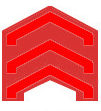
Caporal (상등병)
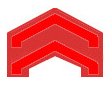
Soldat de Première classe (일등병)
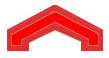
Soldat (이등병)